# Rzeka warkoczowa

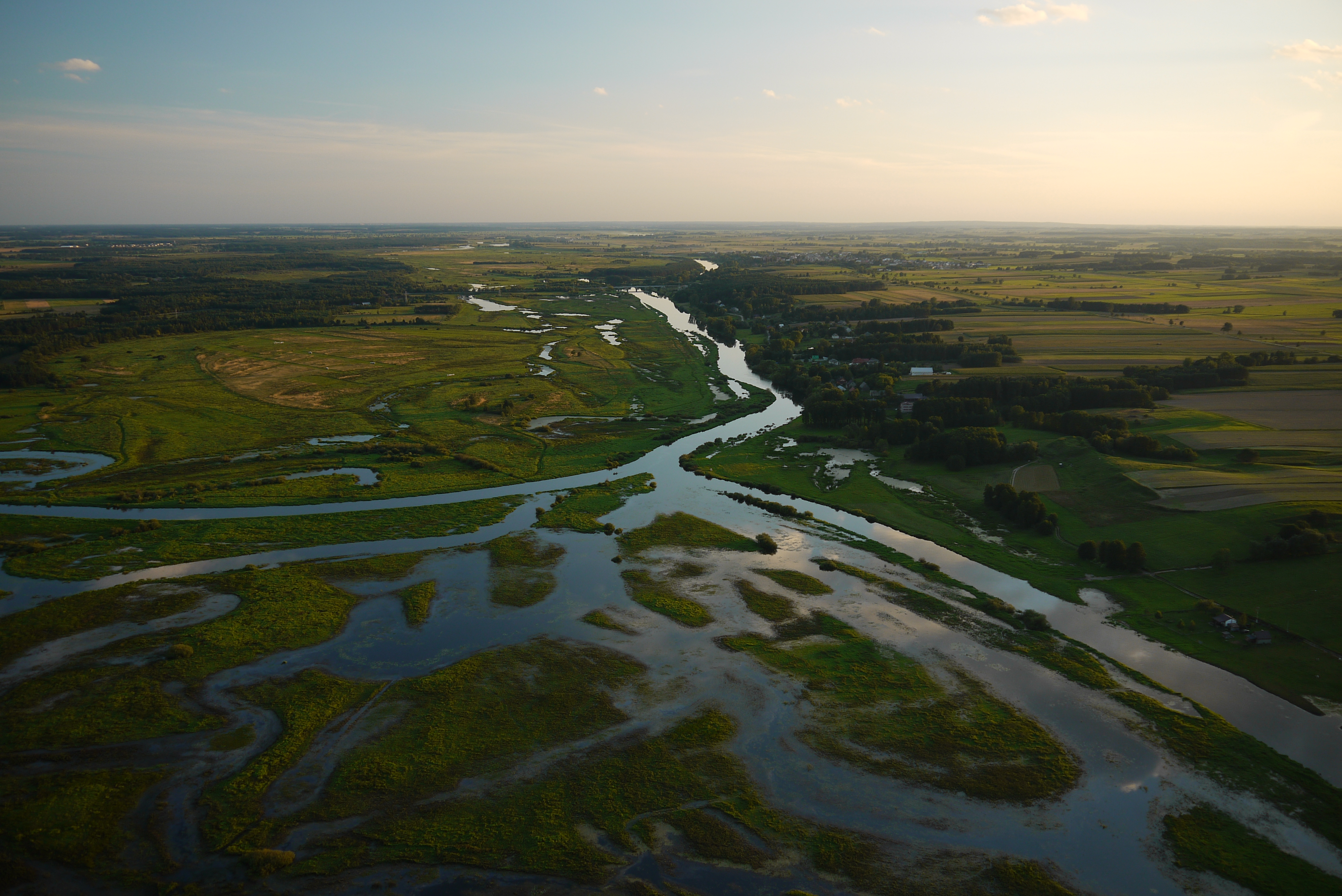
Rzeka warkoczowa

Rzeka warkoczowa – rodzaj rzeki, która w obrębie łożyska  płynie kilkoma płytkimi korytami na przemian łączącymi się i rozdzielającymi, między którymi występują liczne mielizny i wyspy. Niektóre źródła uważają ją za odrębny rodzaj rzeki, inne za synonim rzeki anastomozującej.
Przykładami rzek warkoczowych są Amazonka ze swoimi dopływami, Kongo czy Narew. Rzeki te uważane są także za przykłady rzek anastomozujących.